# Giardiina
Giardiina es un grupo de protozoos parásitos flagelados, anaerobios y piriformes, que no presentan mitocondrias ni aparato de golgi y a diferencia al grupo cercano Distomatina, no poseen citostoma. El parasitismo se da en animales, principalmente a nivel intestinal.
La unidad filogenética de este grupo se determinó mediante análisis del ARNr 16S.